# Eldoret International Airport
Eldoret International Airport (IATA: EDL, ICAO: HKEL) is een luchthaven in Eldoret, een stad in West-Kenia. De luchthaven werd geopend in 1995 en ligt 16 kilometer ten westen van Eldoret.

## Luchtvaartmaatschappijen en bestemmingen
- Fly540 - Kisumu, Nairobi
- JetLink Express - Nairobi

Er wordt één dienst aangeboden: Emirates SkyCargo (Dubai). De luchthaven verwerkt drie vrachtvluchten per week.